# EAO
EAO AG（イーエーオー）は、スイス・オルテンに本社を置くスイッチなどを製造する電子部品メーカー。

## 概要
1947年にスイスで設立。スイスをはじめ、世界各地に販売代理店を持ち、各国にスイッチ部品を輸出している。製造拠点はスイス、ドイツ、北米、中国の4ヶ国。販売現地法人を10ヶ国に設立しているほか、販売代理店は50ヶ国に展開し、このうち日本国内では現地法人として株式会社イーエーオー・ジャパンを設立している。

## 日本法人
1997年、日本国内に現地法人を設立。日本国内では鉄道用スイッチ部品などで納入実績があり、JR東日本などが照光式半自動ドアスイッチを採用している。

## ギャラリー

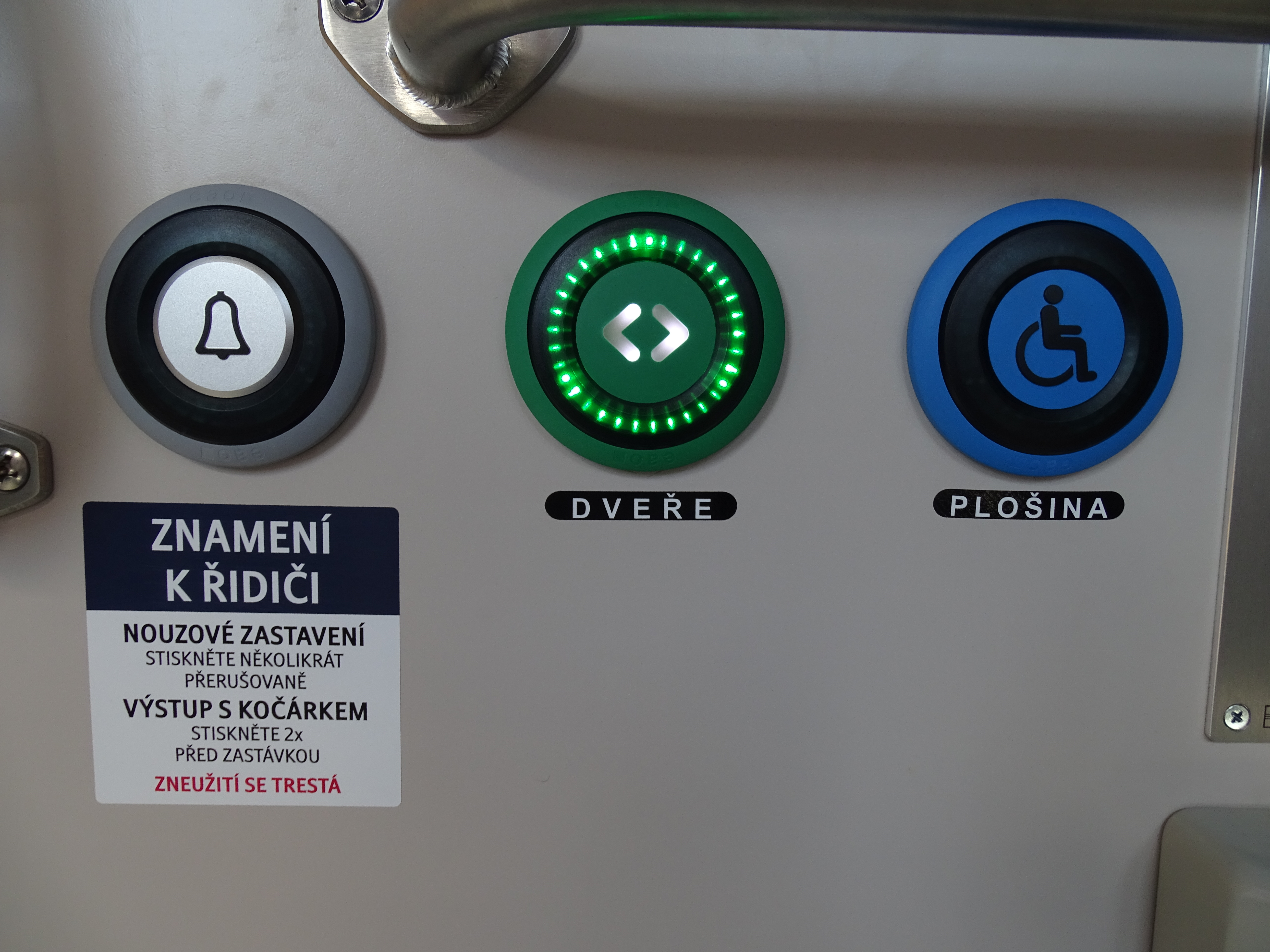
チェコ・オロモウツ市電の降車ボタン
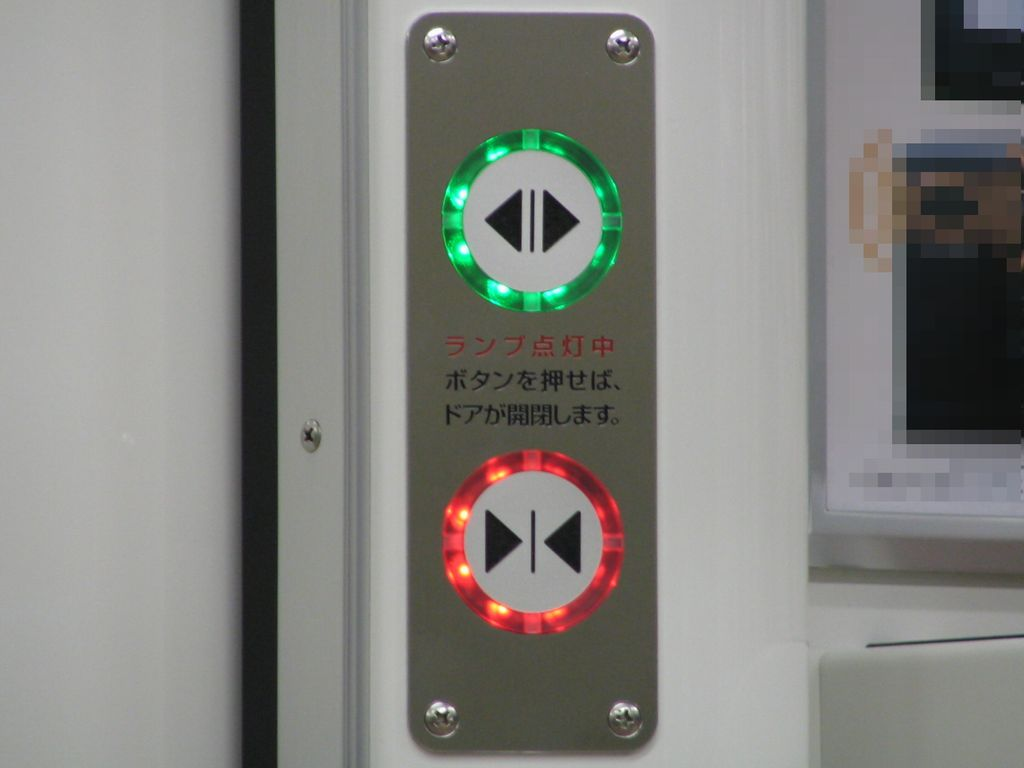
JR東日本E233系0番台の車内ドアスイッチ
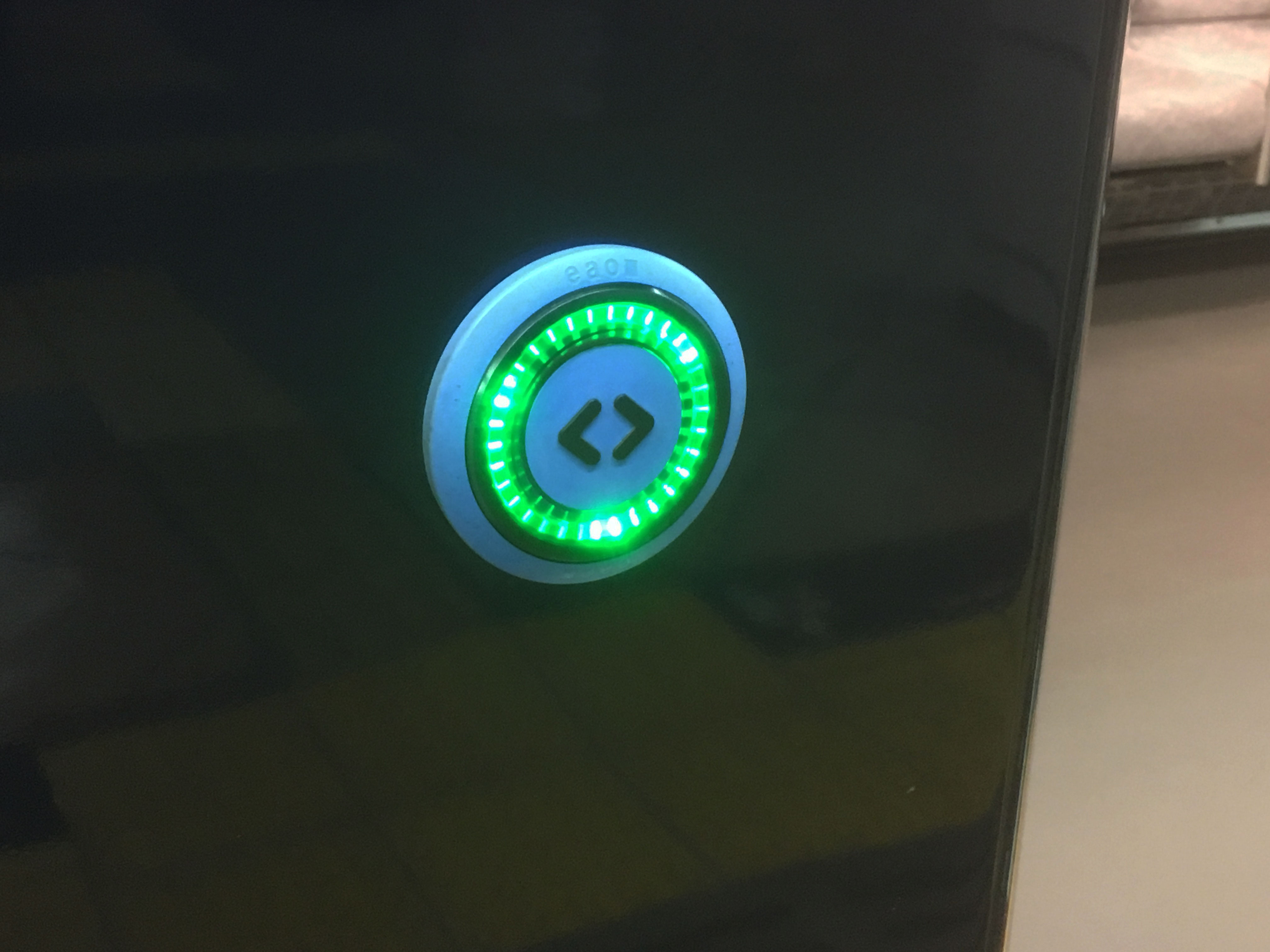
相鉄12000系の車外ドアスイッチ
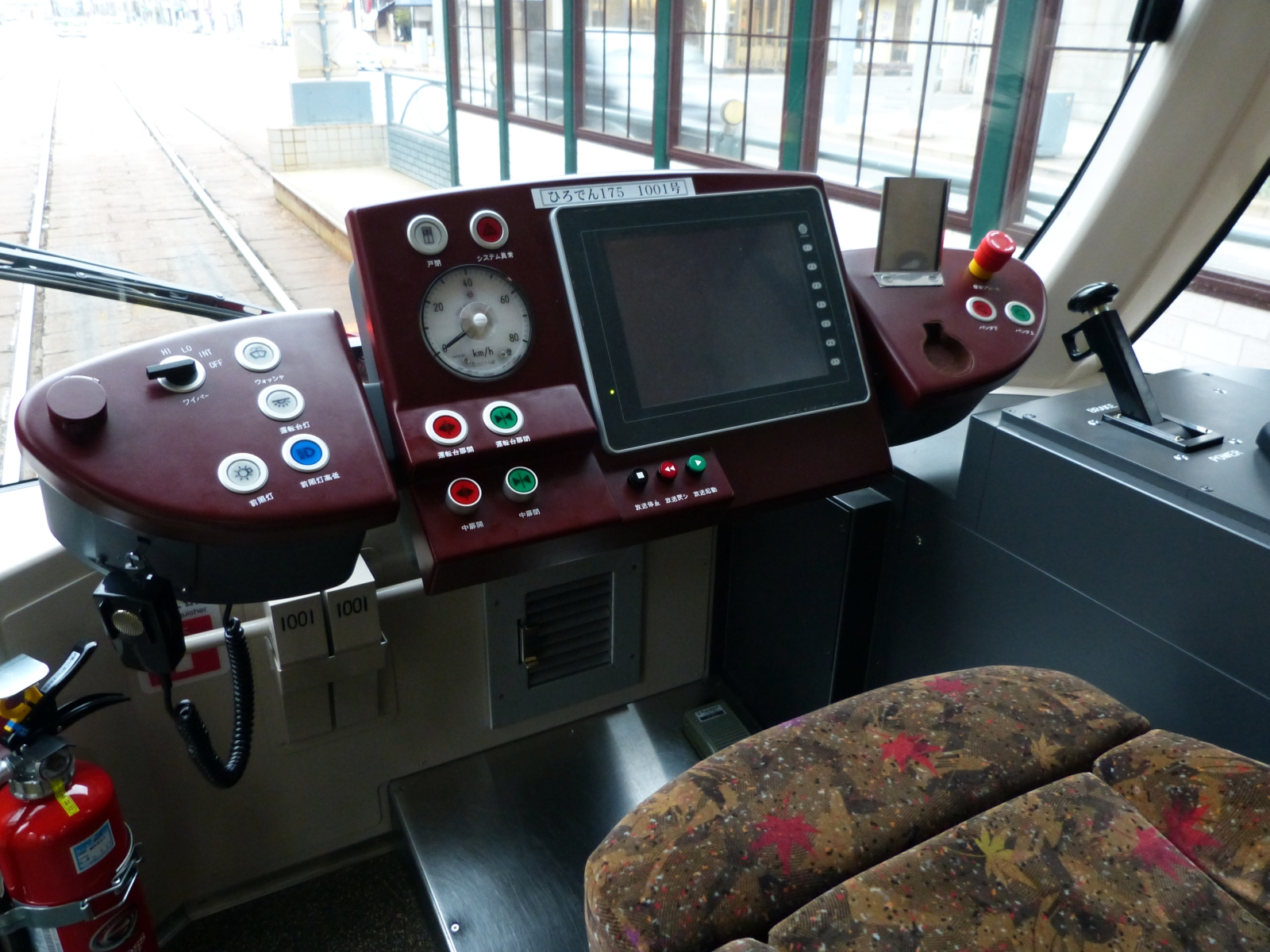
広島電鉄1000形の運転台に使用されるスイッチ類
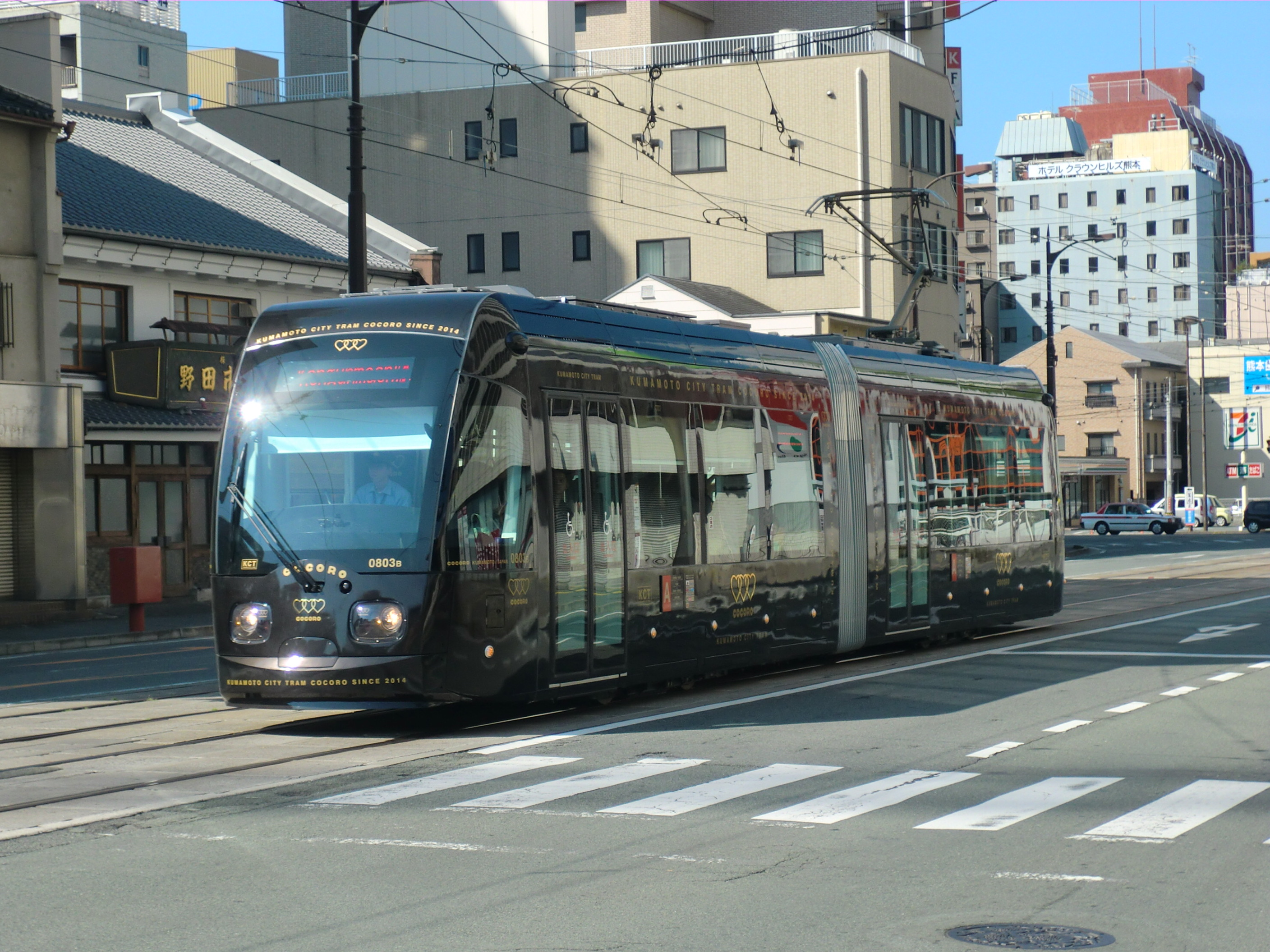
熊本市交通局0800形COCOROの車両側面に設置されたLED表示灯